# Барел (Горњи Пиринеји)
Барел (фр. Bareilles) насеље је и општина у јужној Француској у региону Миди Пирене, у департману Горњи Пиринеји која припада префектури Бањер де Бигор.
По подацима из 2011. године у општини је живело 59 становника, а густина насељености је износила 2,83 становника/km². Општина се простире на површини од 20,84 km². Налази се на средњој надморској висини од 1000 метара (максималној 2.150 m, а минималној 823 m).

## Демографија
| 1962. | 1968. | 1975. | 1982. | 1990. | 1999. | 2011. |
| ----- | ----- | ----- | ----- | ----- | ----- | ----- |
| 96    | 102   | 80    | 69    | 57    | 67    | 59    |

График промене броја становника у току последњих година